# Rafael Trejo González

Rafael Trejo González o felo fue un joven revolucionario cubano, alumno del tercer año de la Facultad de Derecho de la Universidad de La Habana, asesinado en 1930 durante las luchas estudiantiles contra la dictadura de Gerardo Machado.

## Biografía
Rafael Trejo González -Felo- nació el  9 de septiembre de 1910 en la localidad de San Antonio de los Baños. En 1919 la familia se mudó para la capitalina barriada de La Víbora. Al concluir la enseñanza primaria, se matriculó en el Colegio de Belén, donde cursó los primeros tres años del bachillerato. A los 17 años concluyó el cuarto curso y se graduó de bachiller en el Instituto de La Habana. Se matriculó en la carrera de Derecho en la Universidad de La Habana el 30 de septiembre de 1927.

### Participación en las luchas del estudiantado cubano
Cuba vivía un periodo de convulsión política y social bajo la dictadura de Machado y el año 1927 fue particularmente difícil en la Colina Universitaria. Los estudiantes no eran ajenos a esta situación y se implicaban cada vez más en los acontecimientos que ocurrían en la isla. En medio del fragor de esa lucha se constituyó en marzo de 1927 el Directorio Estudiantil Universitario.
En ese inquieto ámbito universitario adquirió Trejo plena conciencia revolucionaria, y se identificó con el programa sobre reformas en la Universidad: Autonomía, democracia universitaria y depuración moral y científica de los profesores. En poco tiempo ya se había ganado  la amistad y simpatía de sus condiscípulos, quienes lo eligieron en 1930 Vicepresidente de la Asociación de Estudiantes de Derecho.
El 30 de septiembre de 1930 en el Patio de los Laureles de la sede universitaria, se reunieron los estudiantes  y  acordaron marchar en manifestación hasta la casa del  maestro Enrique José Varona para apoyar su rechazo a la pretendida Prórroga de Poderes que se proponía realizar el presidente de la República.

### Su muerte
Ese día, al conocer los planes del Directorio, la policía rodeó la Colina Universitaria y agredió a los estudiantes que pretendían acceder a ella. Formando parte de la avanzada que trataba de romper el cerco de las fuerzas represivas, en un combate cuerpo a cuerpo con la población, Trejo resultó gravemente herido de bala. Fue conducido al Hospital de Emergencias, y después de una complicada operación, muere al otro día, 1 de octubre, a las 9 y 30 de la noche, contaba entonces  veinte años de edad. Junto a él y tratándolo de ayudar cayó, igualmente herido de un fuerte golpe en la cabeza  Pablo de la Torriente Brau, quien posteriormente describiera los sangrientos sucesos en varias crónicas publicadas, entre otras, en las revistas "Alma Mater" y "Bohemia”  De una de esas crónicas publicadas en esta última revista, son los siguientes fragmentos:
«Yo no podré olvidar jamás la sonrisa con que me saludó Rafael Trejo, cuando lo subieron a la Sala de Urgencia del Hospital Municipal, sólo unos minutos después que a mí, y lo colocaron a mi lado. Yo estaba vomitando sangre y casi desvanecido de debilidad, pero su sonrisa, con todo, me produjo una extraña sensación indefinible. […]... ya Trejo estaba siendo curado en la  mesa de al lado a la mía, entre vahído y vahído, yo había podido oír estas palabras, que percibí extrañamente, como si estuviera dentro de un aparato de radio que sonara a lo lejos, con una poco de estática. El médico decía: "Este se salva... si no hay fractura... las heridas de la cabeza son  muy aparatosas... se pierde mucha sangre... Pero a aquel pobre muchacho no lo salva ni Dios... Tiene una hemorragia interna..." Por eso su sonrisa era para mí como un adiós que yo recibía en condiciones de angustia invencible,… […] Después, a Rafael Trejo se lo llevaron de aquel rincón para hacerle la arriesgada operación que no pudo salvarlo, me pasaron a mí para la cama en donde él había estado y pusieron en la mía a Isidro Figueroa. El Hospital se fue llenando de gente, tan numerosa que hacía huhú como el mar. Teté Casuso pudo pasar a verme, empujada por el pueblo a la brava, y pronto yo me sentí mejor.

Las mujeres, viejas y muchachas, llenaron las salas, y se hacían abrumadoras como abejas, a fuerza de preguntas.

Trejo se fue muriendo. Yo lo descubría por el silencio, al que de pronto se le ponía, como un rubí brillante, la palabra "¡Asesinos!", que algún compañero, con cólera  incontenida, hacía estallar...

Yo no había podido dormir hasta entonces, ni una hora siquiera, lo que me tenía intranquilo, nervioso y sumamente débil. Me dieron no sé qué cosa y me dormí. A la mañana siguiente había en el Hospital el silencio de las casas abandonadas. Yo solo oía a Figueroa pasar las páginas de un periódico. Tuve el presentimiento seguro de la muerte del compañero, y cuando vino Teté Casuso, sin dejarla pensar le dije:  "¿Por qué no me habías dicho que murió?" Entonces ella me contestó: "Sí. ¡Murió, pobrecito!..." Y se le aguaron los ojos, a pesar de que no quería impresionarme.»
Esta cruenta protesta estudiantil en la que participó y entregó su vida el joven revolucionario Rafael Trejo, constituyó el principio del fin del gobierno de Machado. Los sangrientos sucesos conmovieron  la opinión pública y a partir de entonces creció la oposición que el 12 de agosto de 1933 dio al traste con la dictadura. «Mi toga estará siempre al servicio de la justicia. También aspiro a ser útil a Cuba. Estoy dispuesto a sacrificarlo todo por verla como quiso José Martí», expresó en una oportunidad, quien se convirtiera entonces en bandera  de  lucha del estudiantado  y  en símbolo de libertad para el pueblo cubano.